# Joanna Olczak-Ronikier
Joanna Olczak-Ronikier, född 1934 i Warszawa, är en polsk-judisk författare, dramatiker och skribent. Hennes bok I minnets trädgård utkom på svenska 2008 i översättning av Irena Grönberg.
Joanna Olczak-Ronikier var 1956 en av grundarna av den legendariska Piwnica pod Baranami, en litterär och satirisk kabaré i Kraków där många av Polens främsta visdiktare, sångare, musiker och skådespelare deltog. Olczak-Ronikier skrev många texter till kabarén och har senare gett ut två böcker om den. Den ena, Piwnica pod Baranami (1994) ger en översikt över kabaréns historia och verksamhet; den andra, Piotr (1998) är en biografi över dess ledare och centralgestalt Piotr Skrzynecki. Hon har också skrivit två teaterpjäser, Ja-Napoleon (Jag, Napoleon) som spelades på Teatr Dramatyczny i Warszawa 1968, samt Z biegiem lat, z biegiem dni... (Medan åren och dagarna går...), som sattes upp på Stary Teatr i Kraków 1978 och senare även blev TV-teater (1980).
Mest känd har hon blivit för sin bok W ogrodzie pamięci (2001), som kom ut på svenska 2008 under titeln I minnets trädgård. Boken tilldelades år 2002 Nike-priset, Polens motsvarighet till Augustpriset. Boken är en krönika om författarens släkt på moderns sida, den judiska bokförläggarfamiljen Mortkowicz, som före andra världskriget var en viktig del i Polens litterära liv. Den nazistiska ockupationen under kriget och det kommunistiska systemet efter kriget satte stopp för familjens förläggarverksamhet. 
I epilogen till I minnets trädgård berättar författaren hur hon efter moderns död tömde hennes lägenhet och packade två stora korgar fulla med gamla brev, tidningsklipp, fotografier osv. Alltihop låg orört i många år, men när Olczak-Ronikier så småningom förmådde sig att titta igenom det blev det ett utmärkt grundmaterial för hennes bok. Hennes släktingar hade många gånger sagt att någon borde skriva familjens historia, och nu blev det hon som gjorde det.
På det polska Adam Mickiewicz-institutets hemsida presenteras boken på följande sätt: ”Handlingen utspelar sig i Warszawa, Paris, Moskva, Bombay, Oostende och New York, i borgerliga salonger, europeiska kurorter, tsarens fängelser, sovjetiska fångläger och hemliga gömställen under den nazistiska ockupationen. Huvudpersonerna är handelsmän och socialister, bankirer och kvinnosakskvinnor, franska bankirer och polska intellektuella, en berömd bokförläggare, en officer i kontraspionaget, en hjältemodig RAF-pilot och en amerikansk psykiater - samtliga förenade av familjeband.”
År 2011 gav Joanna Olczak-Ronikier ut boken Korczak. Próba biografii (Korczak. Ett försök till biografi), där hon berättar om den polsk-judiske pedagogen och barnläkaren Janusz Korczaks liv. 2016 gav hon ut memoarboken Wtedy. O powojennym Krakowie (Då. Om Kraków under efterkrigstiden). Båda dessa böcker var nominerade till Nikepriset.